# Хаки Шарофи
Хаки Шарофи (на албански: Haki Sharofi) е един от най-видните албански мюсюлмански теолози на XX век, учител и публицист.

## Биография
Роден е в 1894 година в западномакедонския българо-албански град Дебър, тогава в Османската империя, днес в Северна Македония. Учи в Елбасан и после следва в педагогическо училище в Дебър. Работи като учител в Битолско (1912), Пешкопия (1914), където е първият албански учител, в Трояку и Слова, Дебърско (1916 и 1920), в Кастриоти (1923), в Крума (1928), във Вльора (1929). През 30-те години се установява в Тирана, където става директор на медресе и директор на списание „Зани и Налта“, орган на албанската мюсюлманска общност, начело на която стои в периода 1930 – 1939 г. Работи и в „Култура Исламе“. Автор е на поезия и на много книги и учебници с религиозно съдържание. В последните години от живота си сътрудничи на Централния държавен архив и Архива на Института по история, като предоставя ценен принос към превода на исторически документи от арабски, турски и персийски език.